# Víctor Sudriers
Víctor Sudriers (1874 - 1958), ingeniero uruguayo en puentes y caminos y político perteneciente al Partido Colorado. 

## Carrera profesional
Egresado en 1895 de la Facultad de Matemáticas y Ramas Anexas de la Universidad de la República. Docente de Ingeniería de las cátedras de Resistencia de Materiales, Ferrocarriles, Mecánica Racional, Puertos e Hidráulica. 
Se destaca por la planificación temprana (a patir de 1904) del aprovechamiento hidroeléctrico del Río Negro en Uruguay, compuesto de las represas y centrales hidroeléctricas; Gabriel Terra (Rincón del Bonete), Represa de Baygorria y Constitución (Represa de Palmar).
También fue autor de numerosos puentes: Paso de Pache, Paso de la Balsa, y sobre los arroyos Solís y Pantanoso.
Proyectó el tramo de ferrocarril San Carlos-Rocha. Su destacada actuación en el ámbito ferroviario le mereció que la estación de trenes de la localidad de Empalme Olmos lleve su nombre. En Empalme Olmos siempre se lo recuerda.

## Actuación política
Fue Diputado Nacional por el Partido Colorado entre 1906 y 1911. Ministro de Obras Públicas en 1911. 
Miembro de la Comisión Nacional de Estudios Hidroeléctricos del Río Negro desde 1928, así como del Río Queguay, Cebollatí y Cuñapirú. Miembro de la Comisión Técnico Financiera del Río Negro (RIONE) desde su creación en 1938. 
Integró el Consejo de Estado de 1942, encargado de redactar la Constitución de 1942.
En 1945 inaugura extraoficialmente la Represa Rincón del Bonete, la inauguración fue 48 horas más tarde por el presidente de la República Dr. Juan José de Amézaga.